# 阿爾斯特河 (伊茨河支流)
50°7′47″N 10°52′16″E / 50.12972°N 10.87111°E

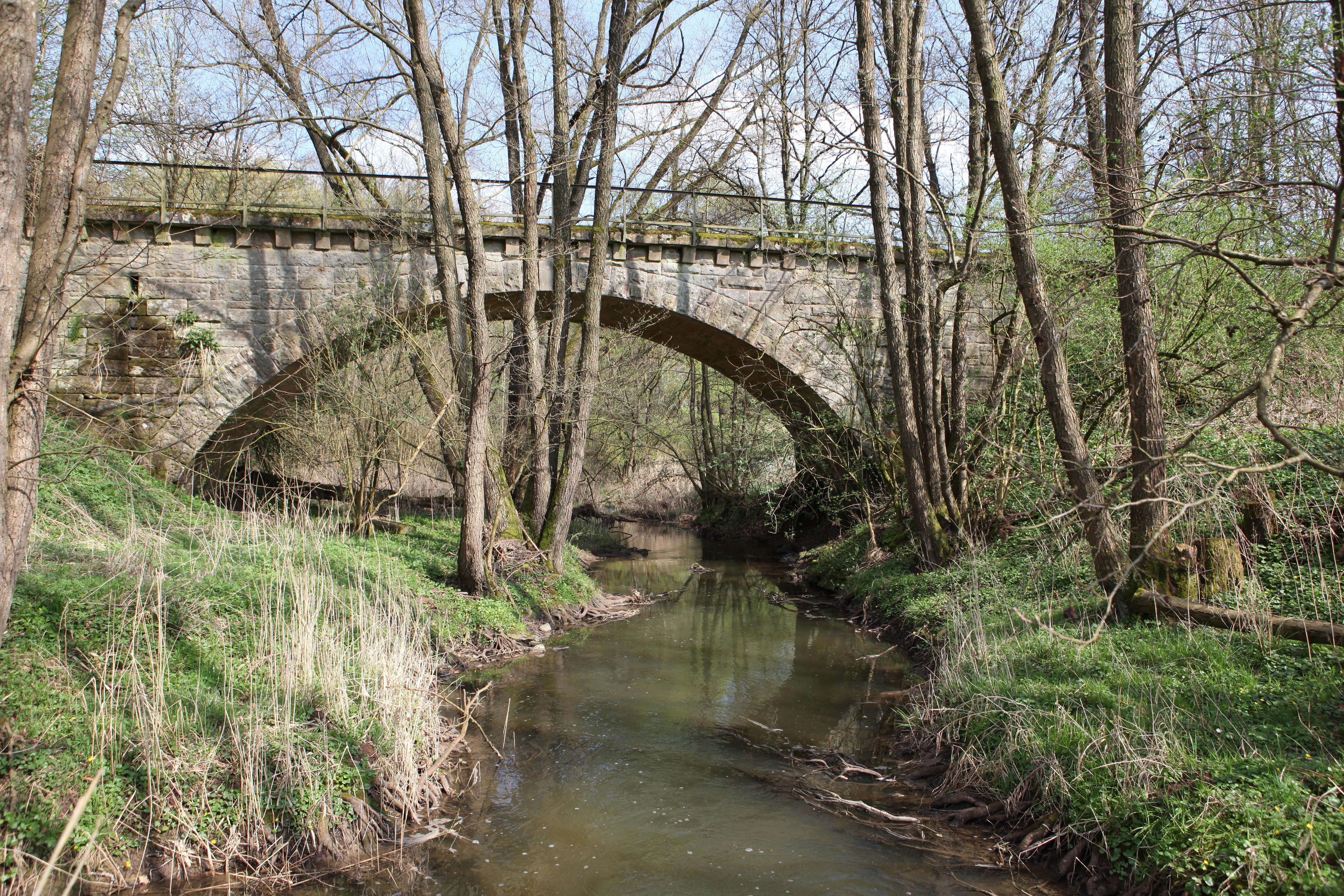

阿爾斯特河（德語：Alster），是德國的河流，位於該國東南部，由巴伐利亞負責管轄，屬於伊茨河的右支流，河道全長18.8公里，流域面積63.1平方公里，發源自馬羅爾茨韋薩赫。